# Comarch
Comarch SA – jedna z największych polskich spółek informatycznych z siedzibą w Krakowie założona w 1993 przez profesora Akademii Górniczo-Hutniczej Janusza Filipiaka i jego dwunastu studentów. Do 2023 Janusz Filipiak wraz z żoną Elżbietą Filipiak (przewodniczącą rady nadzorczej) byli głównymi akcjonariuszami spółki i posiadane przez nich udziały dawały 2/3 głosów na walnym zgromadzeniu akcjonariuszy. Według stanu na koniec 2025 Comarch zatrudniał ponad 6500 osób, w 74 biurach w 34 krajach.
Nazwa spółki jest pochodną od computer architecture.

## Działalność
Przedsiębiorstwo koncentruje się na działalności w następujących sektorach:
- oprogramowanie dla administracji publicznej,
- oprogramowanie dla sektora zdrowia,
- systemy dla sektora bankowego i ubezpieczeniowego: zarządzanie aktywami, bankowości elektronicznej, systemy wsparcia obsługi klientów (CRM, contact center),
- oprogramowanie klasy ERP dla małych i średnich przedsiębiorstw (pod marką Comarch ERP),
- systemy billingowe i obsługi sieci telekomunikacyjnych,
- systemy EDI i obsługi programów lojalnościowych,
- Internet rzeczy,
- analiza danych z sieci społecznościowych[6],
- szkolenia informatyczne i biznesowe.

## Struktura grupy kapitałowej
W skład grupy kapitałowej Comarch wchodzą oddziały zagraniczne (m.in. oddział w Dreźnie spółki Comarch AG z siedzibą Monachium) oraz KS Cracovia. Spółką stowarzyszoną z grupą jest firma SoInteractive. Spółka rozwija się organicznie i otwiera spółki w krajach, gdzie rozpoczyna działalność. W 2014 otworzył biura w Chile i Hiszpanii. W 2015 powstała spółka w Malezji, w Szwecji i we Włoszech, w 2016 roku dołączyły spółki z Argentyny, Kolumbii i Peru, a 2017 działalność rozpoczęły oddziały w Arabii Saudyjskiej. Rozwój działalności Grupy za granicą przekłada się na wzrost sprzedaży eksportowej. W 2016 roku Comarch wyeksportował własne produkty i usługi o wartości 661,1 mln złotych, co stanowi prawie 60 proc. całości przychodów.
27 kwietnia 2012 Comarch zakupił 100% udziałów spółki Esaprojekt.
21 lipca 2015 Comarch objął 42,5% udziałów amerykańskiej spółki Thanks Again LLC wyspecjalizowanej w rozwiązaniach lojalnościowych i systemach CRM.
4 kwietnia 2017 Comarch objął 100 proc. udziałów polskiej spółki Geopolis.
Od 2024 roku Comarch znajduje się w portfelu funduszu CVC Capital Partners - wiodącej światowej firmy private equity.
8 grudnia 2024 r. w trakcie Nadzwyczajnego Walnego Zgromadzenia akcjonariusze przegłosowali uchwałę o wycofaniu akcji Comarch S.A. z obrotu giełdowego. Z dniem 26 marca 2025 roku Comarch S.A. przestał być spółką publiczną, zgodnie z decyzją Komisji Nadzoru Finansowego z dnia 7 marca 2025 roku.
Polska
- Comarch SA (jednostka dominująca)
- CA Consulting SA
- Comarch Management Sp. z o.o.
- Comarch Corporate Finance Fundusz Inwestycyjny Zamknięty
- Comarch Management Spółka z ograniczoną odpowiedzialnością SK-A
- CASA Management and Consulting Spółka z ograniczoną odpowiedzialnością SK-A
- Bonus Development Spółka z ograniczoną odpowiedzialnością SK-A
- Bonus Development Spółka z ograniczoną odpowiedzialnością II Koncept SK-A
- Comarch Infrastruktura SA
- iComarch24 SA
- Comarch Healthcare SA
- Comarch Technologies Sp. z o.o.
- Comarch Polska SA
- Comarch Finance Connect Sp. z o.o.
- KS Cracovia SA
- SoInteractive SA (jednostka stowarzyszona)
- Comarch Cloud SA
- Strefa Rekreacji Sp. z o.o.
- Comarch HIS sp. z o.o.
- Comarch Telemedicine sp. z o.o.
- Wszystko.pl sp. z o.o.
- Geopolis sp. z o.o.

Europa (poza Polską)
- Comarch AG (Niemcy)
- Comarch Swiss AG (Szwajcaria)
- Comarch Solutions GmbH (Austria)
- CAMS AG (Szwajcaria)
- Comarch Luxembourg S.à r.l. (Luksemburg)
- Comarch S.A.S. (Francja)
- Comarch R&D S.à r.l. (Francja)
- Comarch UK Ltd. (Wielka Brytania)
- Comarch LLC (Ukraina)
- Comarch OOO (Rosja)
- Comarch Technologies OY (Finlandia)
- Comarch s.r.o (Słowacja)
- Comarch S.R.L. (Włochy)
- Comarch AB (Szwecja)
- Comarch Software LLC (Ukraina)

Ameryka Północna
- Comarch, Inc. (USA)
- Comarch Pointshub, Inc. (USA)
- Comarch Canada Corp. (Kanada)
- Comarch Espace Connecté Inc. (Kanada)
- Comarch Panama, Inc. (Panama)
- Comarch Mexico, SA DE C.v (Meksyk)

Ameryka Południowa
- Comarch Sistemas LTDA (Brazylia)
- Comarch Chile SPA (Chile)
- Comarch Colombia S.A.S. (Kolumbia)

Azja
- Comarch Middle East FZ LLC (ZEA)
- Comarch Software (Shanghai) Co. Ltd (Chiny)
- Comarch Yazilim A.S. (Turcja)
- Comarch Malaysia SDN. BHD. (Malezja)
- Comarch Saudi Arabia LLC (Arabia Saudyjska)
- Comarch Japan KK (Japonia)
- Comarch Yuhan Hoesa (Korea Południowa)
- Comarch (Thailand) Limited (Tajlandia)

Australia
- Comarch Pty. (Australia)

## Sponsoring
Spółka jest lub była sponsorem klubów sportowych:
- Cracovia – klub piłki nożnej,
- TSV 1860 Monachium – niemiecki klub piłki nożnej (umowa zawarta w 2009 na trzy lata, przedwcześnie wypowiedziana, ważna do końca sezonu 2010/2011)[12][13],
- Polonia Warszawa – klub piłki nożnej[14],
- Last Night of the Proms – cyklu koncertów promenadowych muzyki klasycznej[15],
- Partner Mariackiego Festiwalu Organowego[16],
- Nowa Huta Alternative,
- Francuski klub sportowy Lille OSC od 2019 roku.
- EVZ – szwajcarski klub hokeja na lodzie w Zug (dywizje młodzieżowe)
- Royale Union Saint-Gilloise (w sezonie 2024/25)